# Пералехос-де-Абахо
Пералехос-де-Абахо (ісп. Peralejos de Abajo) — муніципалітет в Іспанії, у складі автономної спільноти Кастилія-і-Леон, у провінції Саламанка. Населення — 176 осіб (2010).
Муніципалітет розташований на відстані близько 230 км на захід від Мадрида, 60 км на захід від Саламанки.

## Демографія
Динаміка населення (INE ):

## Зовнішні посилання
- Провінційна рада Саламанки: індекс муніципалітетів [Архівовано 23 квітня 2009 у Wayback Machine.]
- Неофіційна вебсторінка муніципалітету Пералехос-де-Абахо
- Посилання на Google Maps